# Avoca (New York)
Avoca è un comune degli Stati Uniti d'America, situato nello Stato di New York, nella contea di Steuben.